# Дос Эквис

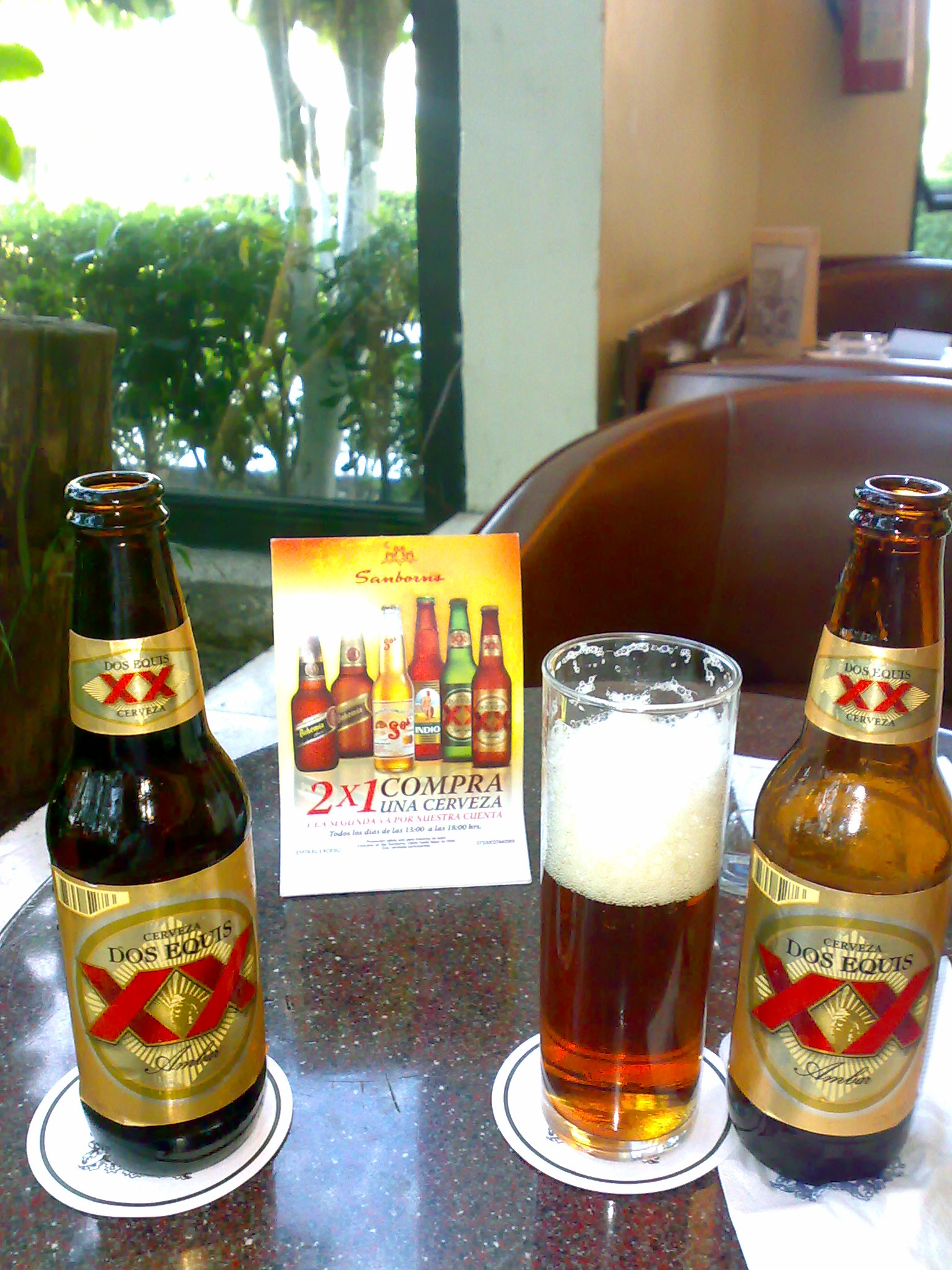
ХХ Амбар.

Дос Эквис (англ. Dos Equis, исп. Två X) — мексиканское пиво, созданное компанией Cuauhtémoc Moctezuma Brewery, с 2010 года официально производимое компанией Heineken México в Монтеррее.

## История
Пиво было впервые изготовлено в 1897 году Вильгельмом Хассе, под названием «XX Siglo», где XX представляло число 20 римскими цифрами, а «siglo» означало столетие на испанском языке.
Таким образом, пиво было названо в честь наступающего 20 века. В 1890 году он открыл пивоварню Cerveceria Cuauhtemoc Moctezuma SA. В 1984 году Dos Equis впервые был экспортирован в Соединенные Штаты.